# Jalalabad (India)
Jalalabad è una città dell'India di 27.946 abitanti, situata nel distretto di Ferozepur, nello stato federato del Punjab. In base al numero di abitanti la città rientra nella classe III (da 20.000 a 49.999 persone).

## Società

### Evoluzione demografica
Al censimento del 2001 la popolazione di Jalalabad assommava a 27.946 persone, delle quali 14.807 maschi e 13.139 femmine. I bambini di età inferiore o uguale ai sei anni assommavano a 3.399, dei quali 1.900 maschi e 1.499 femmine. Infine, coloro che erano in grado di saper almeno leggere e scrivere erano 19.557, dei quali 10.705 maschi e 8.852 femmine.